# ペガッサ星人
ペガッサ星人（ペガッサせいじん）は、特撮テレビドラマ『ウルトラセブン』をはじめとする「ウルトラシリーズ」に登場する架空の宇宙人。別名は放浪宇宙人。

## 『ウルトラセブン』に登場するペガッサ星人
『ウルトラセブン』第6話「ダーク・ゾーン」に登場。
宇宙有数の高度な科学技術を有しているが、故郷のペガッサ星が惑星の風化作用によって荒廃したことから故郷を見限り、宇宙空間に巨大な科学都市ペガッサシティ（劇中ではペガッサ市と呼称）を建造した。ペガッサシティは地球の8万倍もの密度を持つ物質で構成されており、自己動力で運行すると共に空気や水も含めて生命維持に必要なあらゆる物が地球人には想像できないほどの巨大な工場で人工的に生産されている。
そんな折、動力系統が故障したペガッサシティと、自分たちと同等の科学力を持っていると誤解した地球の衝突を避けるため、地球の軌道を一時変更するように要請する。軌道変更が不可能である場合は地球破壊爆弾を携えた工作員の個体が秘かに地球を訪れていたが、事故で負傷して市との連絡も不能となり、ダーク・ゾーンと呼ばれる自在に大きさが調節可能な影のような暗黒空間をまとってアンヌの部屋に潜んでいた。当初は正体を明かそうとせず、影の状態でペガッサシティの素晴らしさを他人事のように語り、ダンやアンヌと意気投合するまでになるが、地球の軌道変更が不可能と知ると、正体を現して事前に呼び寄せて地中深くに仕掛けた地球破壊爆弾で前述の任務に移行する。その際、アンヌにダンと共に地球から逃げるように避難勧告するが、駆けつけたダンからペガッサシティが地球防衛軍北極基地の宇宙爆撃艇によって破壊されたことを知らされ、絶望の末に地球人への復讐を図る。ウルトラセブンとの戦闘ではペガッサガン（ダークガン）から小型ミサイル弾を発射するものの回避され、アイスラッガーを額に受けて闇の中へ走り去り、その後の消息は不明。残された爆弾は、セブンによって宇宙空間に持ち出されて爆破された。
巨大化能力や攻撃用の超能力の類は劇中では見せず、攻撃もペガッサガンで行う。また、アンヌにミネラルウォーターを貰った際にはダンとアンヌに「恥ずかしいので向こうを見てくれ」と促して瓶ごと飲み干すほか、フルハシ隊員に木製のハンガーを突き付けられた際にはへし折ってしまった。
- スーツアクター：山本一[2][8]
- 声：日笠潤一
- デザインは成田亨によるもので、ゴドラ星人の応用としている[14]。
- ペガッサ星人が使用したペガッサガンは、第11話におけるワイルド星人戦でキリヤマ隊長が使用する。
- 各所で多用されている鏡台に向かうアンヌの後ろに立つスチール[出典 4][注釈 2]は特写用のものであり、劇中ではそのようなシーンはない[15]。
- 大伴昌司が構成を務めた怪獣図鑑では、目から「ペガッサ光線」という溶解光線を出し、「ひとっとびで、国会議事堂を飛びこえる力がある」と記述されている[16]。
- 放送当時、朝日ソノラマのソノシートに収録された「3大星人の逆襲」は「ダーク・ゾーン」の後日談であり、生存していたペガッサ星人（声：千葉耕市）がゴドラ星人やワイアール星人と結託して復讐する物語である。セブンのアイスラッガーには耐えるが、エメリウム光線で倒される。なお、この音源はジェネオン エンタテインメントのDVD『ウルトラセブン1967』に復刻収録されている[17]。
- 2022年にねとらぼが発表したアンケート「【ウルトラセブン】の「宇宙人・怪獣」人気ランキングTOP24！」では、第10位を獲得している[18]。

## 『ウルトラセブン誕生35周年“EVOLUTION”5部作』に登場するペガッサ星人
『ウルトラセブン誕生35周年“EVOLUTION”5部作』「EPISODE:1 ダーク・サイド」に登場。
かつて地球防衛軍によって破壊された、ペガッサシティの生き残り。初代と違って変身能力を有しており、地球人に擬態して地球で生活していた。地球で人類とともに平和に暮らすことを望む穏健派と、人類に復讐して地球を新たな母星にしようと目論む強硬派の2つの勢力に分かれている。カザモリ・マサキがセブンに姿を借りられていたことを知っていた。穏健派の指導者はキサラギ・ユキ隊員の恩師にして養護施設の園長でもあるサユリ先生（演：桜井浩子）に擬態し、地球で子供たちを育てていた。強硬派は防衛軍に紛れ込んで暗躍しており、攻撃型ダーク・ゾーンを用いて異次元の彼方に都市を消し去ろうと目論むが、サユリが身を挺して消滅させる。
なお、強硬派はオメガファイルを狙うゴドラ星人と結託し、防衛軍基地を占拠している。
- スーツアクター：外村ひろき（声も担当）
- 声：佐藤正治[21]
- 書籍によってはペガッサ星人（2代目）と表記されている[出典 6]。

## ペガッサ星人ペガ
『ウルトラマンジード』第1話よりレギュラーキャラクターとして登場。
主人公・朝倉リクと同居するペガッサ星人の子供。性別は男。首周りの発光体がハート型の形状になっている。本作品以前の個体に比べ、小さな地震でも怖がるほど大変気弱であり、変身能力を有していないために普段はダーク・ゾーンから出てこない。また、ダーク・ゾーンに潜んでいても、気配に敏感な者や無垢な子供には悟られてしまう様子が散見される。
大人になる前にさまざまな経験を積ませようと考えた両親によって一人旅に出されるが、小型飛行カプセルの故障から地球に漂着して途方に暮れていたところ、中学生時代のリクに救われる。それ以降、自分の声を聞き取れるリクの親友として彼と同じく愛崎家に身を寄せていたが、6年後の現在まで愛崎モアなど同家の人々には存在を知られていなかった。
機械いじりが得意であり、壊れた時計の修理なども行なえる。平時は造花作りの内職をしている。
リクの正体がウルトラマンベリアルの「息子」であることを知った後も友情は変わらず、彼を受け入れて叱咤激励した。
上記の設定やペガのセリフから本作品の舞台であるサイドスペースにおけるペガッサ星は健在であることが示唆されているが、作中では詳しく言及されていない。

- 声：潘めぐみ
- スーツアクター：丸田聡美[30]
- シリーズ構成の乙一は、自身の息子が気に入っていた『ウルトラマンX』に登場するファントン星人グルマン博士のような異星人のレギュラーを登場させたいと考え、リクが前向きなキャラクターであることから、その対比として後ろ向きないし慎重なキャラクターとしてペガッサ星人を選んだ[31][32]。乙一は、子供には難しい長い会話や説明の場面で子供たちが退屈するのを心配していたことから、着ぐるみキャラクターのペガという非日常的な存在をリクの側に配置させることで、子供の興味を持続させるものとなり、ペガがいることは画面的にありがたかったと述べている[33][34]。内面吐露の装置としての意味合いから、リクの影に潜み、ペガに心情を話すことでリクの心情を表すものとなった[34]。
- デザインは後藤正行が担当した[出典 7]。『ジード』のデザインでは最初に描かれた[35]。初代のデザインも愛嬌があることから、多少ディフォルメした程度となっている[35][36]。首から下はスーツではなく衣裳となることが決まっていたため[36]、初代を踏襲した柄として描かれている[35]。
- 声を担当した潘とスーツアクターの丸田は、ともに当初はペガの年齢を高めに想定して演じていたが、その後に互いの演技を見て幼いキャラクターとして改めていった[30]。両者は撮影開始時点で面識はなかったが、第21話撮影時に潘がスタジオを見学に訪れた際に対面し、双方とも同じ考えで演じていたことを知ったという[30]。
- Blu-ray BOX I収録のディレクターズカット版では、第1話でリクに同行してホットミルクを飲むシーンのセリフや、第3話でリクがガチャガチャを回すシーンでの出番などが追加されている[37]。前者でのホットミルクを飲む様子を見られることを恥ずかしがる描写は、初代の描写を踏襲している。
- 『ウルトラ怪獣擬人化計画』にて「ウルトラマンジードBD BOX販促漫画」に擬人化され、登場した。

### 『劇場版 ウルトラマンR/B セレクト! 絆のクリスタル』に登場するペガッサ星人ペガ
映画『劇場版 ウルトラマンR/B セレクト! 絆のクリスタル』に登場。時系列上では『ジード』本編の後日譚に相当する。
ウルトラマントレギアによってサイドスペースから作中世界へ誘拐され、ガンQの中へ幽閉されるが、作中世界を訪れたジードのほか、彼に協力したウルトラマンロッソやウルトラマンブルによって救助される。事件解決後には、リクと共に湊家の面々に見送られながら次元転移装置によってサイドスペースへ帰還する。

### 『ウルトラマンZ』に登場するペガッサ星人ペガ
『ウルトラマンZ』第6話「帰ってきた男！」、第7話「陛下のメダル」、第15話「戦士の使命」に登場。時系列上では『劇場版ウルトラマンタイガ ニュージェネクライマックス』の後日譚に相当する。
第6話では、惑星アインにて復活したギルバリスにジードライザーを破損させられたリクのもとへネオ・ブリタニア号で駆けつけ、ウルトラマンヒカリから託されていたウルトラゼットライザーを届けて共にギルバリスを追うが、その後にリクが作中世界の地球へ現れた時点では彼とはぐれてしまっている。
第7話では、ナツカワハルキとの初対面を終えて作中世界の地球を飛び立とうとしていたゼロのもとへネオ・ブリタニア号で現れ、再会したリクにデビルスプリンターによる各宇宙の危機を伝えると、この地球の件をハルキに任せたリクを艦内に収容し、ゼロと共に飛び立つ。
第15話では、地球から離れた彼方のネオ・ブリタニア号内にて地球の異変（ブルトンの消滅によって発生した時空の歪み）を計測する画面を、リクと共に眺める（後頭部のみで台詞は無し）。
- 声：潘めぐみ
- スーツアクター：丸田聡美

### その他の作品に登場するペガッサ星人ペガ
- 『ウルトラマン ニュージェネレーションクロニクル』では、番組ナビゲーター役として登場。快獣ブースカが支配人を務める「ブースカ劇場」でアルバイトとして働く。ブースカからは「ペーちゃん」と呼ばれている。第23話ではAIBへの入隊通知を経て地球から離れた星への赴任が決まるが、続く第24話ではモアの勘違いによる誤通知だったことが判明する。
- 『ウルトラマンクロニクル ZERO&GEED』では、リクとともにビヨンド学園のゼロ組へ転入する。本作品は『ニュージェネレーションクロニクル』の後日譚でもあることから、第3話ではゼロ組にて前回間違えられたAIBのペガッサ星人と対面する。
  - 第2話 - まだ登校してきていないペガの席に座り、外見が違ううえに地球人の言葉を話せないにもかかわらず、隣席のリクにペガと間違われる。
  - 第3話 - 第2話の続きとなっており、ペガがようやく登校してきたことによってリクが間違いを認め、『ニュージェネレーションクロニクル』第24話に名前のみ登場したAIBのペガッサ星人ベガであることがミラーナイトから明かされる。
  - 第5話 - 終盤、学園を欲する言動を見せたメフィラス星人を逮捕しようと教室へ踏み込む。
- 『ウルトラマン クロニクルD』では、マスコット小怪獣 デバンの友達として第10話から第16話まで登場。

## その他の作品に登場するペガッサ星人

### 映像作品
- 映画
  - 『ウルトラマン・ウルトラセブン モーレツ大怪獣戦』では、草原に怪獣軍団と共に出現する。
  - 『新世紀2003ウルトラマン伝説 THE KING'S JUBILEE』では、ウルトラマンキングの誕生日を怪獣たちと共に祝福する。
  - 『大怪獣バトル ウルトラ銀河伝説 THE MOVIE』では、百体怪獣ベリュドラの右角を構成する怪獣の1体となっている[41]。
- 『ウルトラスーパーファイト』第7話「鎖の思い出」、第10話「さすらいのウルトラマンタロウ」、第15話「怪獣の師弟愛」に登場。第7話ではメトロン星人を鎖で縛って折檻し、第8話ではウルトラマンタロウを因縁あるウルトラセブンと間違えて攻撃し、第15話では子分のウーと共にウルトラマンタロウに挑む。
- 『ULTRASEVEN X』第2話では、エージェント・ケイの回想シーンに1カット登場する[注釈 4]。
- 『ウルトラゾーン』第18話アイキャッチでは、カラオケボックスで眠っている客たちをよそに1人で盛り上がっている様子が描かれている[42][43]。
- 『ぱちんこウルトラマン』のCMではバルタン星人、イカルス星人、ゴドラ星人、メトロン星人らと共に、エレキングなどの怪獣たちを従えて街を襲う。原作と異なり巨大化している。
- 『ウルトラマンキッズ』では、メフィラの子分、ペガとして登場。
- 『ウルトラマンM730 ウルトラマンランド』では、怪獣スクールの科学担当教師・ペガッサ博士と、音楽バンド「エイリアンファイブ」のベース担当・ヤング・ペガッサが登場。

### ライブステージ
- 『ウルトラマンプレミアステージ』では、宇宙人軍団の1体として登場。『1』では暗黒四天王配下の、『2』ではアーマードダークネスを狙う軍団の1体としてウルトラ戦士たちに襲いかかる。
- 『ウルトラマンフェスティバル2012』のライブステージ第1部では、剣を武器にしてバット星人の仕向けた怪獣軍団の1体として登場。バット星人を追って地球に来たウルトラマンメビウスとチャンバラで対決するが、最後はメビュームブレードで切り裂かれ、敗北する。

### その他
- 『ウルトラセブン』未発表作品「宇宙人15+怪獣35」では、バルタン星人や他の宇宙人と共に宇宙連合軍を結成し、蘇生させた怪獣たちによる総攻撃でセブンを苦しめるシナリオが予定されていた。
- 漫画『ウルトラ忍法帖』では、悪の組織「朧党」の忍獣「屁゜喝嵯」として息子の「屁゜喝嵯Jr」と共に登場。作者の御童カズヒコには、気に入っているキャラクターの1体として挙げられている。
- テレビマガジン版『ウルトラマンメビウス外伝 超銀河大戦』では、謎の電波で宇宙に誘い出されたウルトラマンとセブンを、マグマ星人、ババルウ星人、ジャシュラインと共に攻撃するが、セブンのエメリウム光線でマグマ星人共々倒される。
- テレビマガジン版『ウルトラマンメビウス外伝 アーマードダークネス』では、負傷して宇宙を漂っていたところをメビウスとヒカリに救われ、彼らにアーマードダークネスの存在を教える。
- 小説『ウルトラマンメビウス アンデレスホリゾント』では登場しないが、『セブン』においてウルトラ警備隊が使用していた地底戦車マグマライザーは、かつてペガッサ星人が地球に持ち込んでいた地球破壊用の爆弾に備えられていた装置（岩石を音波で砂レベルで破砕するシステム）を利用して建造されたことが語られる。
- ゲーム『怪獣バスターズ』シリーズでは、主人公が勤務する宇宙船のバーテンダーとして登場する。
- 『電撃G's magazine』2014年6月号（第7回）では、『ウルトラ怪獣擬人化計画』の一環としてゴスロリスタイルにして星人・人間の2組の眼を持つ少女のペガッサさん（イラスト：爆天童）が掲載された。専用武器ダークガンを所持している。『ウルトラ怪獣擬人化計画 ギャラクシー☆デイズ』に登場した際には、怪獣図鑑制作部で阿弥陀籤によって新部長となった。身長は小柄で、自分の体型にコンプレックスを抱いている。常識人でツッコミに回ることが多い。気弱だが、真面目なしっかり者で、ストーカー行為をするガッツ星人に制裁を加えるなど、徐々に部長らしい行動が見られるようになる。実は「先輩」と呼ばれることに憧れており、カップ焼きそばを食べたことがないため、強い興味を持っている。初代と同様、ダーク・ゾーンをまとって潜むことができ、幼少期は恥ずかしいことがあるたびに潜んでいたらしい。